# Questo soave sabba
Questo soave sabba è un album inciso nel 1993 dal gruppo musicale italiano Underground Life, l'ultimo pubblicato prima dello scioglimento del gruppo.

## Tracce
1. Gola del mondo
2. Milano malinconica
3. Anima alma mater
4. Signora dei gigli
5. L'eclissi
6. Adolescente
7. Canzone dell'eterno settembre
8. Selene
9. Nel silenzio
10. L'arte di cadere
11. Donnagatto dopo l'amore